# Drukarnia Piotrkowczyka
Drukarnia Piotrkowczyka – drukarnia krakowska założona w 1576 przez Andrzeja Piotrkowczyka.

## Działalność oficyny
Andrzej Piotrkowczyk (wł. Andrzej Byczek) (zm. 1620), drukarz, księgarz i wydawca i zwolennik kontrreformacji. Urodził się w Piotrkowie (wielkopolskie). Był wędrownym księgarzem. W 1574 roku przyjechał do Krakowa, gdzie otrzymał prawa miejskie i przybrał nazwisko od miasta Piotrkowa. W 1576 roku, w domu Pod Wiewiórką przy ulicy Floriańskiej, otworzył własną drukarnię i odlewnię czcionek. Jego druki były złożone z drewnianych klocków drzeworytowych pochodzących z drukarni Hallera, Unglera, Szarfenbergów, Łazarza i Macieja Wirzbięty. W 1609 roku otrzymał od Zygmunta III Wazy tytuł typografa i serwitora królewskiego wraz z przywilejem na druk konstytucji sejmowych.
Z drukarni ukazywały się liczne druki dewocyjne, hagiografie, dokumentacje synodów, traktaty i kazania oraz druki religijne, przeważnie jezuitów i władz kościelnych m.in. kilkakrotnie wydano Kazania o siedmiu sakramentach i Żywoty świętych Piotra Skargi, Biblie i Nowy Testament Jakuba Wujka, czy też Koło rycerskie w którem rozmaite zwierzęta swe rozmowy wiodą (1576) i Gniazdo Cnoty, z skąd herby Rycerstwa Polskiego swój początek mają(1578) Bartosza Paprockiego z 3500 drzeworytami, Hippica, to jest o koniach księgi Krzysztofa Monwida Dorohostajskiego z ilustracjami Tomasza Makowskiego, Roxolania Sebestiana Klonowickiego i prace Jana Brożka. Książki z oficyny Piotrkowczyka wyróżniały się poprawnością językową, a zasady pisowni raz ustalone były powielane we wszystkich kolejnych drukach.

## Ostatnie lata działalności oficyny
Od 1620 roku drukarnię prowadziła jego żona Jadwiga i po pewnym czasie przeszła na syna Andrzeja Piotrkowczyka (młodszego), który prowadził ją wraz z zięciem Tomaszem Dolabellą, malarzem królewskim. Był doktorem prawa i radnym krakowskim. Po przejęciu firmy, uzyskał dla drukarni od króla Władysława IV prawo do drukowania zbiorowych wydań konstytucji sejmowych i statutów synodalnych. Oficyna wydawała ponadto druki bardziej okazałe i bogate w drzeworytowe ilustracje; jako jedna z ostatnich w XVII wieku korzystała z drzeworytów. Andrzej kilkakrotnie organizował wysyłki książki do Poznania (w latach 1624, 1629, 1636-37, 1640 i 1643). W 1625 roku stanął przed sądem cenzury kościelnej za wydanie antyjezuickiego pisma i został skazany na publiczną chłostę. Po wykonaniu wyroku na rynku krakowskim, cały nakład pisma spalono.
Po śmierci Andrzeja drukarnia przeszła w ręce jego żony Anny a następnie rodziny Piotrkowczyka. W ich rękach działała do 1675 roku, kiedy to syn Andrzeja i Anny, Stanisław Teodor, przekazał drukarnię w darze Collegium Maius Akademii Krakowskiej. Rodzina Piotrkowczyków protestowała wobec takiego daru i wówczas Łukasz Piotrkowski, profesor Akademii Krakowskiej i rotmistrz wojsk koronnych, wykupił dom Pod Wiewiórką wraz z drukarnią i aktem darowizny 30 stycznia 1674 roku oddał ją Akademii.
Darowizna była zaczątkiem późniejszej Drukarni Akademii Krakowskiej.

## Wybrane druki oficyny Piotrkowczyka w latach 1576-1674[3]
- Koło rycerskie w którem rozmaite zwierzęta swe rozmowy wiodą Bartosz Paprocki (1576);
- Orthodoxia confessio de uno Deo, Marcin Białobrzeski, (1577)
- Gniazdo Cnoty, z skąd herby Rycerstwa Polskiego swój początek mają Bartosz Paprocki wydana w 1578 bogato ilustrowana;
- ''Roxolania (Ziemie Czerwonej Rusi) Sebastian Klonowicki (1584);
- Zywoty Swiętych Starego y nowego zakonu, na każdy dźień przez cały rok: wybrane z [...] Pisarzow y Doktorow Kościelnych [...]Żywoty świętych, Piotr Skarga (1585, 1602)
- Postylla katolicka mniejsza Jakub Wujek, Kraków, (1590, 1617);
- Biblia Novum Testamentum, Jakub Wujek (1593, 1621);
- przekład Nowego Testamentuoparty na tekstach z Wulgata, Jakub Wujek (1593);
- Kazania o siedmiu sakramentach Piotr Skarga I wydanie z 1600 roku;
- Hippica, to jest o koniach księgi Krzysztof Mikołaj Dorohostajski (1603);
- Prawy szlachćic w kazaniu na pogrzebie ... Andrzeia ze Zmigroda Stadnickiego ... ukazany ... dnia 23 września roku ... 1614. przez X. Andrzeia Radawieckiego... Andrzej Radawiecki (1614)
- dzieła Jana Kochanowskiego wydawane w latach 1611 – 1639 ;
- Kazania na swięta doroczne [...] : na swięta przednieysze po dwoygu kazań Fabian Birkowski, 1620;
- Ode Jn funere Martini Płocii Sacra Theologiae Baccalaurei Et Professori, 	Wawrzyniec Śmieszkowic, 1620.
- Summarium Ordinationum Capitulorum Generalium Ordinis Praedicatorum, Kamil Wojciech Jasiński, Kraków 1638 format:4°
- Dworzanin Polski (1639);

### Druki prawnicze i polityczne
- Leges seu statuta ac privilegia Regni Poloniae Jakub Przyłuski, zbiór praw i przywilejów Królestwa Polskiego
- Farragines actionum iuris civilis Cervus Tucholczyk (1558), najstarszy wykład prawa miejskiego (obecnie w zbiorach Biblioteki Uniwersytetu Gdańskiego)
- Uchwała seymu walnego koronnego w Warszawie, Roku M. DC. XIII Dnia dwudziestego czwartego Grudnia, Cum Gratia & Priuilegio S. R. M. (1613)
- Constitucie seymu walnego generalnego warszawskiego, Roku Pańskiego M. DC. XXIII, Cum Gratia & Priuilegio S. R. M. (1623)